# Centrum (Harelbeke)
Centrum of Harelbeke-Centrum is het stadscentrum van de stad Harelbeke. Het wordt begrensd door de wijken Oostwijk en Westwijk, de rivier Leie in het noorden en spoorlijn 75 in het zuiden. De belangrijkste verkeersader, de Gentsesteenweg (N43) loopt doorheen het Centrum. Harelbeke-Centrum is verbonden met het stadsdeel Overleie aan de andere kant van de Leie door de Hoge Brug.
Een wekelijkse markt op donderdag wordt gehouden op het marktplein van Harelbeke. De markt werd in 2020 grondig vernieuwd met een nieuw marktplein en marktcentrum.

## Geschiedenis
De aanwezigheid van een grafelijke woonst, de stichting van een kapittel, de ligging van Harelbeke aan de Leie op de aloude weg van Kortrijk naar Gent — mogelijk een Romeinse weg —, de productie van lakens, het toekennen van een wekelijkse markt zijn veel elementen die de groei van het stadscentrum van Harelbeke in de hand hebben gewerkt. Voor het meeste van haar vroegmoderne geschiedenis had de stadskern het schema van een straatdorp en groeide langs de economisch belangrijke Marktstraat en Gentsestraat. Tot een stadsomwalling kwam het echter nooit.

## Scholen
Het Centrum kent twee basisscholen:
- Stedelijke Basisschool Centrum
- Vrije basisschool Sint-Rita

en één secundaire school:
- Guldensporencollege Harelbeke (eerste en tweede graad)